# آنی اسپار
آنی اسپار (اسپانیایی: Anni Espar‎؛ زادهٔ ۸ ژانویهٔ ۱۹۹۳) بازیکن واترپلو اهل اسپانیا است.
وی در مسابقات کشوری و بین‌المللی در مجموع برندهٔ ۴ مدال طلا، ۴ مدال نقره، ۳ مدال برنز شده‌است.